# Arkham House
Arkham House ist ein US-amerikanischer Verlag, der sich auf die Herausgabe von phantastischer Literatur spezialisiert hat.

## Geschichte
Der Verlag wurde 1939 von August Derleth und Donald Wandrei gegründet, um zunächst nur Werke des bewunderten Freundes H. P. Lovecraft zu veröffentlichen. Sie befürchteten, dass dessen Erzählungen, die lediglich in Pulp-Magazinen wie Weird Tales erschienen, ansonsten dem Bewusstsein der Leser entschwinden würden.
Der Name des Verlages leitet sich von der fiktiven Stadt Arkham ab, die Schauplatz mehrerer Erzählungen von Lovecraft ist. 
Hier erschienen zum ersten Mal gebundene Ausgaben mit Lovecrafts gesammelten Werken. Der erste im Verlag erschienene Band war die heute sehr gesuchte Sammlung The Outsider and Others. Obwohl sich das Buch zunächst nur schleppend verkaufte, hatten Derleth, Wandrei und ihr Verlag einen bedeutenden Anteil am späteren Erfolg von Lovecraft.
Nach dem ersten Band erschienen Erzählungen von Derleth (Someone in the Dark, 1941), danach kam Clark Ashton Smith (Out of Space and Time, 1942) hinzu. In bibliophilen und in kleinen Stückzahlen gefertigten Ausgaben wurden etwa die Werke von Robert Bloch, Fritz Leiber, Ray Bradbury, Ramsey Campbell, Basil Copper, Frank Belknap Long, Henry S. Whitehead und Robert E. Howard, aber auch Klassiker wie Sheridan le Fanu publiziert. Der Verlag wurde 1983 mit dem Convention Award des World Fantasy Awards ausgezeichnet.

## Chronologische Titelliste
| Jahr | Autor                                           | Titel                                                                        |
| ---- | ----------------------------------------------- | ---------------------------------------------------------------------------- |
| 1939 | H. P. Lovecraft                                 | The Outsider and Others                                                      |
| 1941 | August Derleth                                  | Someone in the Dark                                                          |
| 1942 | Clark Ashton Smith                              | Out of Space and Time                                                        |
| 1943 | H. P. Lovecraft                                 | Beyond the Wall of Sleep                                                     |
| 1944 | Clark Ashton Smith                              | Lost Worlds                                                                  |
| 1944 | Donald Wandrei                                  | The Eye and the Finger                                                       |
| 1944 | Henry S. Whitehead                              | Jumbee and Other Uncanny Tales                                               |
| 1944 | H. P. Lovecraft                                 | Marginalia                                                                   |
| 1945 | August Derleth                                  | Something Near                                                               |
| 1945 | Evangeline Walton                               | Witch House                                                                  |
| 1945 | H. P. Lovecraft, August Derleth                 | The Lurker at the Threshold                                                  |
| 1945 | Joseph Sheridan Le Fanu                         | Green Tea and Other Ghost Stories                                            |
| 1945 | Robert Bloch                                    | The Opener of the Way                                                        |
| 1946 | A. E. Coppard                                   | Fearful Pleasures                                                            |
| 1946 | A. E. van Vogt                                  | Slan                                                                         |
| 1946 | Algernon Blackwood                              | The Doll and One Other                                                       |
| 1946 | Frank Belknap Long                              | The Hounds of Tindalos                                                       |
| 1946 | Henry S. Whitehead                              | West India Lights                                                            |
| 1946 | Herbert Russell Wakefield                       | The Clock Strikes Twelve                                                     |
| 1946 | Robert E. Howard                                | Skull-Face and Others                                                        |
| 1946 | William Hope Hodgson                            | The House on the Borderland and Other Novels                                 |
| 1947 | August Derleth (Hrsg.)                          | Dark of the Moon: Poems of Fantasy and the Macabre                           |
| 1947 | Carl Jacobi                                     | Revelations in Black                                                         |
| 1947 | Cynthia Asquith                                 | This Mortal Coil                                                             |
| 1947 | Fritz Leiber                                    | Night's Black Agents                                                         |
| 1947 | Ray Bradbury                                    | Dark Carnival                                                                |
| 1948 | August Derleth                                  | Not Long for this World                                                      |
| 1948 | Clark Ashton Smith                              | Genius Loci and Other Tales                                                  |
| 1948 | Donald Wandrei                                  | The Web of Easter Island                                                     |
| 1948 | Lord Dunsany                                    | The Fourth Book of Jorkens                                                   |
| 1948 | L. P. Hartley                                   | The Travelling Grave and Other Stories                                       |
| 1948 | Seabury Quinn                                   | Roads                                                                        |
| 1949 | H. P. Lovecraft                                 | Something About Cats and Other Pieces                                        |
| 1949 | Sydney Fowler Wright                            | The Throne of Saturn                                                         |
| 1950 | Leah Bodine Drake                               | A Hornbook for Witches                                                       |
| 1951 | Clark Ashton Smith                              | The Dark Chateau                                                             |
| 1952 | August Derleth (Hrsg.)                          | Night's Yawning Peal: A Ghostly Company                                      |
| 1952 | David H. Keller                                 | Tales from Underwood                                                         |
| 1953 | Zealia Bishop                                   | The Curse of Yig                                                             |
| 1954 | John Metcalfe                                   | The Feasting Dead                                                            |
| 1957 | H. P. Lovecraft, August Derleth                 | The Survivor and Others                                                      |
| 1957 | Robert E. Howard                                | Always Comes Evening                                                         |
| 1958 | August Derleth                                  | The Mask of Cthulhu                                                          |
| 1958 | Clark Ashton Smith                              | Spells and Philtres                                                          |
| 1958 | Joseph Payne Brennan                            | Nine Horrors and a Dream                                                     |
| 1959 | August Derleth                                  | Arkham House: The First 20 Years                                             |
| 1959 | August Derleth                                  | Some Notes on H. P. Lovecraft                                                |
| 1959 | H. P. Lovecraft und andere                      | The Shuttered Room and Other Pieces                                          |
| 1960 | Clark Ashton Smith                              | The Abominations of Yondo                                                    |
| 1960 | Greye La Spina                                  | Invaders from the Dark                                                       |
| 1960 | Robert Bloch                                    | Pleasant Dreams: Nightmares                                                  |
| 1961 | August Derleth (Hrsg.)                          | Fire and Sleet and Candlelight                                               |
| 1961 | H. P. Lovecraft                                 | The Shunned House                                                            |
| 1961 | Herbert Russell Wakefield                       | Strayers from Sheol                                                          |
| 1962 | August Derleth                                  | 100 Books by August Derleth                                                  |
| 1962 | August Derleth (Hrsg.)                          | Dark Mind, Dark Heart                                                        |
| 1962 | August Derleth                                  | Lonesome Places                                                              |
| 1962 | August Derleth                                  | The Trail of Cthulhu                                                         |
| 1962 | H. P. Lovecraft                                 | Dreams and Fancies                                                           |
| 1963 | Stephen Grendon                                 | Mr. George and Other Odd Persons                                             |
| 1963 | Frank Belknap Long                              | The Horror from the Hills                                                    |
| 1963 | H. P. Lovecraft                                 | Autobiography: Some Notes on a Nonentity                                     |
| 1963 | H. P. Lovecraft                                 | Collected Poems                                                              |
| 1963 | H. P. Lovecraft                                 | The Dunwich Horror and Others                                                |
| 1963 | Manly Wade Wellman                              | Who Fears the Devil?                                                         |
| 1963 | Robert E. Howard                                | The Dark Man and Others                                                      |
| 1964 | August Derleth (Hrsg.)                          | Over the Edge                                                                |
| 1964 | Carl Jacobi                                     | Portraits in Moonlight                                                       |
| 1964 | Clark Ashton Smith                              | Tales of Science and Sorcery                                                 |
| 1964 | Donald Wandrei                                  | Poems for Midnight                                                           |
| 1964 | H. P. Lovecraft                                 | At the Mountains of Madness and Other Novels                                 |
| 1964 | Joseph Payne Brennan                            | Nightmare Need                                                               |
| 1964 | John Ramsey Campbell                            | The Inhabitant of the Lake and Less Welcome Tenants                          |
| 1965 | Clark Ashton Smith                              | Poems in Prose                                                               |
| 1965 | Donald Wandrei                                  | Strange Harvest                                                              |
| 1965 | H. P. Lovecraft                                 | Dagon and Other Macabre Tales                                                |
| 1965 | H. P. Lovecraft                                 | Selected Letters of H. P. Lovecraft I (1911–1924)                            |
| 1965 | Stanley McNail                                  | Something Breathing                                                          |
| 1965 | Vincent Starrett                                | The Quick and the Dead                                                       |
| 1966 | Arthur J. Burks                                 | Black Medicine                                                               |
| 1966 | August Derleth, Mark Schorer                    | Colonel Markesan and Less Pleasant People                                    |
| 1966 | H. P. Lovecraft et al.                          | The Dark Brotherhood and Other Pieces                                        |
| 1967 | August Derleth (Hrsg.)                          | Travellers by Night                                                          |
| 1967 | Colin Wilson                                    | The Mind Parasites                                                           |
| 1967 | E. Hoffmann Price                               | Strange Gateways                                                             |
| 1967 | H. P. Lovecraft                                 | Three Tales of Horror                                                        |
| 1967 | William Hope Hodgson                            | Deep Waters                                                                  |
| 1968 | Arthur Machen                                   | The Green Round                                                              |
| 1968 | H. P. Lovecraft                                 | Selected Letters of H. P. Lovecraft II (1925–1929)                           |
| 1968 | Nelson Bond                                     | Nightmares and Daydreams                                                     |
| 1969 | David H. Keller                                 | The Folsom Flint and Other Curious Tales                                     |
| 1969 | H. P. Lovecraft et al.                          | Tales of the Cthulhu Mythos                                                  |
| 1970 | August Derleth                                  | Thirty Years of Arkham House, 1939–69: A History and Bibliography            |
| 1970 | Clark Ashton Smith                              | Other Dimensions                                                             |
| 1970 | H. P. Lovecraft                                 | The Horror in the Museum and Other Revisions                                 |
| 1970 | L. Sprague de Camp                              | Demons and Dinosaurs                                                         |
| 1971 | August Derleth (Hrsg.)                          | Dark Things                                                                  |
| 1971 | Brian Lumley                                    | The Caller of the Black                                                      |
| 1971 | Clark Ashton Smith                              | Selected Poems                                                               |
| 1971 | Denys Val Baker                                 | The Face in the Mirror                                                       |
| 1971 | Donald Sidney-Fryer                             | Songs and Sonnets Atlantean                                                  |
| 1971 | H. P. Lovecraft                                 | Selected Letters of H. P. Lovecraft III (1929–1931)                          |
| 1971 | Walter de la Mare                               | Eight Tales                                                                  |
| 1972 | August Derleth (Hrsg.)                          | The Arkham Collector: Volume I                                               |
| 1972 | Carl Jacobi                                     | Disclosures in Scarlet                                                       |
| 1972 | Frank Belknap Long                              | The Rim of the Unknown                                                       |
| 1973 | Basil Copper                                    | From Evil's Pillow                                                           |
| 1973 | Joseph Payne Brennan                            | Stories of Darkness and Dread                                                |
| 1973 | John Ramsey Campbell                            | Demons by Daylight                                                           |
| 1974 | Brian Lumley                                    | Beneath the Moors                                                            |
| 1974 | H. P. Lovecraft, August Derleth                 | The Watchers Out of Time and Others                                          |
| 1974 | Mary Eleanor Wilkins Freeman                    | Collected Ghost Stories                                                      |
| 1975 | August Derleth                                  | Harrigan's File                                                              |
| 1975 | Frank Belknap Long                              | Howard Phillips Lovecraft: Dreamer on the Nightside                          |
| 1975 | Gary Myers                                      | The House of the Worm                                                        |
| 1975 | Gerald W. Page (Hrsg.)                          | Nameless Places                                                              |
| 1975 | Joseph Sheridan Le Fanu                         | The Purcell Papers                                                           |
| 1975 | Lin Carter                                      | Dreams from R'lyeh                                                           |
| 1975 | Matthew Phipps Shiell                           | Xélucha and Others                                                           |
| 1976 | August Derleth                                  | Dwellers in Darkness                                                         |
| 1976 | H. P. Lovecraft                                 | Selected Letters of H. P. Lovecraft IV (1932–1934)                           |
| 1976 | H. P. Lovecraft                                 | Selected Letters of H. P. Lovecraft V (1934–1937)                            |
| 1976 | L. Sprague de Camp                              | Literary Swordsmen and Sorcerers                                             |
| 1976 | Marjorie Bowen                                  | Kecksies and Other Twilight Tales                                            |
| 1976 | John Ramsey Campbell                            | The Height of the Scream                                                     |
| 1977 | Basil Copper                                    | And Afterward, the Dark                                                      |
| 1977 | Brian Lumley                                    | The Horror at Oakdeene and Others                                            |
| 1977 | Frank Belknap Long                              | In Mayan Splendor                                                            |
| 1978 | Mary Elizabeth Counselman                       | Half in Shadow                                                               |
| 1978 | Phyllis Eisenstein                              | Born to Exile                                                                |
| 1979 | Clark Ashton Smith                              | The Black Book of Clark Ashton Smith                                         |
| 1979 | Elizabeth Walter                                | In the Mist and Other Uncanny Encounters                                     |
| 1979 | Russell Kirk                                    | The Princess of All Lands                                                    |
| 1980 | Basil Copper                                    | Necropolis                                                                   |
| 1980 | John Ramsey Campbell (Hrsg.)                    | New Tales of the Cthulhu Mythos                                              |
| 1981 | Charles L. Grant                                | Tales from the Nightside                                                     |
| 1981 | David F. Case                                   | The Third Grave                                                              |
| 1981 | Richard L. Tierney                              | Collected Poems                                                              |
| 1982 | David Kesterton                                 | The Darkling                                                                 |
| 1982 | Michael Bishop                                  | Blooded on Arachne                                                           |
| 1983 | Basil Copper                                    | The House of the Wolf                                                        |
| 1983 | Greg Bear                                       | The Wind from a Burning Woman                                                |
| 1983 | Joanna Russ                                     | The Zanzibar Cat                                                             |
| 1984 | Michael Bishop                                  | One Winter in Eden                                                           |
| 1984 | Michael Bishop                                  | Who Made Stevie Crye?                                                        |
| 1984 | Russell Kirk                                    | Watchers at the Strait Gate                                                  |
| 1985 | H. P. Lovecraft                                 | At the Mountains of Madness and Other Novels                                 |
| 1985 | H. P. Lovecraft                                 | The Dunwich Horror and Others                                                |
| 1985 | Richard A. Lupoff                               | Lovecraft's Book                                                             |
| 1986 | H. P. Lovecraft                                 | Dagon and Other Macabre Tales                                                |
| 1986 | James Tiptree, Jr.                              | Tales of the Quintana Roo                                                    |
| 1986 | Tanith Lee                                      | Dreams of Dark and Light: The Great Short Fiction of Tanith Lee              |
| 1987 | Lucius Shepard                                  | The Jaguar Hunter                                                            |
| 1987 | Michael Shea                                    | Polyphemus                                                                   |
| 1988 | Clark Ashton Smith                              | A Rendezvous in Averoigne                                                    |
| 1988 | J. G. Ballard                                   | Memories of the Space Age                                                    |
| 1989 | Bruce Sterling                                  | Crystal Express                                                              |
| 1989 | H. P. Lovecraft et al.                          | Tales of the Cthulhu Mythos                                                  |
| 1989 | H. P. Lovecraft                                 | The Horror in the Museum and Other Revisions                                 |
| 1990 | James Tiptree, Jr.                              | Her Smoke Rose Up Forever                                                    |
| 1990 | Lucius Shepard                                  | The Ends of the Earth                                                        |
| 1991 | Michael Swanwick                                | Gravity's Angels                                                             |
| 1992 | James Blaylock                                  | Lord Kelvin's Machine                                                        |
| 1992 | John Kessel                                     | Meeting in Infinity                                                          |
| 1993 | Nancy Kress                                     | The Aliens of Earth                                                          |
| 1993 | John Ramsey Campbell                            | Alone with the Horrors: The Great Short Fiction of Ramsey Campbell 1961–1991 |
| 1994 | Alexander Jablokov                              | The Breath of Suspension                                                     |
| 1994 | H. P. Lovecraft, S. T. Joshi (Hrsg.)            | Miscellaneous Writings                                                       |
| 1995 | Jim Turner (Hrsg.)                              | Cthulhu 2000: A Lovecraftian Anthology                                       |
| 1996 | Mary Rosenblum                                  | Synthesis & Other Virtual Realities                                          |
| 1997 | Ian R. MacLeod                                  | Voyages by Starlight                                                         |
| 1998 | Peter Cannon (Hrsg.)                            | Lovecraft Remembered                                                         |
| 1998 | Robert Bloch                                    | Flowers from the Moon and Other Lunacies                                     |
| 1999 | August Derleth (Hrsg.)                          | New Horizons                                                                 |
| 1999 | Frederic S. Durbin                              | Dragonfly                                                                    |
| 1999 | S. T. Joshi (Hrsg.)                             | Sixty Years of Arkham House                                                  |
| 2000 | Barry N. Malzberg                               | In the Stone House                                                           |
| 2000 | Peter Ruber (Hrsg.)                             | Arkham's Masters of Horror                                                   |
| 2001 | E. Hoffmann Price                               | Book of the Dead                                                             |
| 2002 | John D. Harvey                                  | The Cleansing                                                                |
| 2002 | Nelson Bond                                     | The Far Side of Nowhere                                                      |
| 2003 | Clark Ashton Smith                              | Selected Letters of Clark Ashton Smith                                       |
| 2004 | Milt Thomas                                     | Cave of a Thousand Tales                                                     |
| 2005 | Nelson Bond                                     | Other Worlds Than Ours                                                       |
| 2006 | James Robert Smith, Stephen Mark Rainey (Hrsg.) | Evermore                                                                     |
| 2008 | H. P. Lovecraft, Robert Weinberg                | The Shunned House Facsimile                                                  |
| 2009 | August Derleth                                  | The Macabre Quarto                                                           |
| 2010 | George Vanderburgh, Robert Weinberg (Hrsg.)     | The Arkham Sampler (1948-1949)                                               |
| 2010 | Jon Lellenberg                                  | Baker Street Irregular                                                       |